# 湧別軌道
湧別軌道（ゆうべつきどう）は、かつて北海道にあった軽便鉄道（軌道線）を運営していた鉄道会社あるいは同社が運営していた鉄道路線である。
保有路線は、湧別町中心部の国有鉄道湧別線下湧別駅（後の湧別駅）からサロマ湖に面する丁寧（ていねい）駅までの6.2kmに、木材や海産物などサロマ湖畔一帯の生産物輸送を目的として敷設された。ガソリン機関車2両、客車1両（監督局届出は1両だが、財産目録では2両）、貨車7両の小所帯であり、混合列車が1日3往復走り、所要時間は20分であった。
昭和初期にアメリカ製ガソリン機関車を用いた数少ない軽便鉄道だが、開業当初より営業成績は振わず、わずか9年で解散となった。

## 概要
オホーツク海に面したサロマ湖は、付近で切り出された材木の流送や海産物の船運が古くから盛んに行われた。1916年（大正5年）、湧別村（1953年町制施行）に湧別線下湧別駅が設置されると、サロマ湖畔と国鉄線とを結ぶ輸送路の開拓を目論んで下湧別とサロマ湖畔を結ぶ運河開設の免許を取得する者が現れるなど、この地域の輸送に大きな変化が見られるようになった。
1927年（昭和2年）4月、下湧別鉄道が湧別とサロマ湖畔の丁寧を結ぶ762mm軌間のガソリン動力の軌道敷設特許を申請した。当初は貨物専業としていたが、同年7月に旅客運輸を申請に加え、1928年（昭和3年）8月10日に軌道敷設特許を取得した。発起人は網走町農会長や町村議会議員、農場主など、地元の名士が主体であった。下湧別軌道は湧別軌道と名を変えて着工し、1930年（昭和5年）には開業に至った。一方で、丁寧 - 計呂地間7マイル77チェーン（約12.8km）の軌道敷設特許願を申請したが、国有鉄道予定線（のちの湧網西線）との隣接を理由に却下されている。
初年度は富士製紙（後の王子製紙）の原木輸送などにより年間5600トン余りの貨物と約4800人の旅客を運んだが、沿線人口も産業も希薄であり、貨物輸送は1500トン前後、旅客は2000人前後の低水準で推移した。このため、丁寧 - 上芭露間の延長により輸送量の増加を図ろうとしたが、建設が具体化した湧網西線芭露駅と競合することから、計画を取り下げた。
開業から5年後の1935年（昭和10年）10月20日には湧網西線中湧別 - 計呂地間が開業したため、湧別軌道では、国有鉄道開業により生じる損失の補償を含む軌道法第26条に基づいて補償願を提出し、損失額算定のための調査が行われた。ところが、湧網西線開業後の輸送量や営業収支が開業前とほぼ変わりなかったことから、影響をほとんど受けていないとの指摘を受け、補償願を取り下げた（一部の郷土史などに「湧網西線開業により湧別軌道の輸送量が激減した」との記載が見られるが、事実無根である）。国有鉄道建設により延長計画の頓挫を2度も余儀なくされた湧別鉄道には同情を禁じえないが、道内の他の鉄軌道のように北海道拓殖鉄道補助に関する法律に基づく補助を申請しながら認められなかったことからも、事業の規模は明らかであろう。
1938年（昭和13年）12月に臨時株主総会で会社解散を決議、同年度以降は監督局への報告も止まり、実際の運行がいつまで行われたかは分からない。書類上は1939年（昭和14年）8月1日に廃止許可を得ている。

## 沿革
- 1928年（昭和3年）8月10日：下湧別軌道として旅客・貨物営業路線の敷設特許を取得[1]
- 1929年（昭和4年）3月7日：湧別軌道設立
- 1930年（昭和5年）
  - 2月12日：下湧別 - 丁寧間開業するも積雪により即日休業、同年4月16日より営業開始
  - 6月25日：丁寧 - 計呂地間の軌道敷設特許願が却下（申請は1929年12月24日）
- 1934年（昭和9年）3月5日：丁寧 - 上芭露間の軌道敷設特許願を取り下げ（申請は1930年10月27日）
- 1935年（昭和10年）10月20日：国有鉄道湧網西線 中湧別 - 計呂地間が開業
- 1937年（昭和12年）4月13日：軌道運輸営業廃止許可願および補償願を取り下げ（申請は1936年11月28日）
- 1939年（昭和14年）
  - 8月1日：下湧別 - 丁寧間の軌道運輸営業廃止が許可（申請は1938年12月5日）
  - 9月1日：廃止

## 保有路線

### 路線データ
- 路線距離：下湧別 - 丁寧間6.2km
- 軌間：762mm
- 動力：ガソリン
- 途中、製麻工場の亜麻輸送用軌道との平面交差を有していた。
- 冬期は営業休止した。

### 停留所一覧
下湧別駅 - 丁寧駅

## 輸送・収支実績
| 年度             | 乗客（人） | 貨物量（トン） | 営業収入（円） | 営業費（円） | 益金（円） | 支払利子（円） |
| ---------------- | ---------- | -------------- | -------------- | ------------ | ---------- | -------------- |
| 1929（昭和4）年  | 0          | 0              | 0              | 459          | ▲459       | 915            |
| 1930（昭和5）年  | 4,793      | 5,581          | 7,317          | 9,609        | ▲2,292     | 2,281          |
| 1931（昭和6）年  | 2,339      | 945            | 2,083          | 2,612        | ▲529       | 0              |
| 1932（昭和7）年  | 1,534      | 973            | 1,791          | 1,996        | ▲205       | 0              |
| 1933（昭和8）年  | 1,331      | 1,468          | 2,317          | 2,284        | 33         | 0              |
| 1934（昭和9）年  | 2,725      | 1,565          | 2,939          | 2,848        | 91         | 3,862          |
| 1935（昭和10）年 | 2,390      | 1,597          | 2,795          | 2,765        | 30         | 7,724          |
| 1936（昭和11）年 | 1,783      | 1,840          | 2,906          | 2,864        | 42         | 7,724          |
| 1937（昭和12）年 | 1,323      | 1,469          | 2,660          | 2,530        | 130        | 471            |
| 1938（昭和13）年 |            |                |                |              |            |                |

- 1929-1936年度は鉄道統計資料、1937年度は鉄道統計より